# Monnerville
Monnerville är en kommun i departementet Essonne i regionen Île-de-France i norra Frankrike. Kommunen ligger i kantonen Méréville som tillhör arrondissementet Étampes. År 2022 hade Monnerville 377 invånare.

## Befolkningsutveckling
Antalet invånare i kommunen Monnerville
| Referens: INSEE |